# Náměstí Hrdinů (Praha)
Náměstí Hrdinů v Praze, bývalé Soudní náměstí, se nachází v městské části Praha 4 ve čtvrti Nusle na Pankráci. Jedná se o velké veřejné prostranství, které je v současné době v severojižním směru rozděleno Severojižní magistrálou, resp. Pankráckou radiálou na dvě poloviny (směr z centra města přes Nuselský most na dálnici D1).

## Popis
Východní části náměstí vévodí velká budova pražského vrchního soudu z roku 1933 v těsné blízkosti Pankrácké věznice, na jeho jihovýchodní straně se nalézá Pankrácká vozovna z roku 1927. V západní část náměstí směrem ke Kavčím horám a bývalé usedlosti Děkanka se pod ulicí Na Pankráci nachází stanice metra Pražského povstání. Celé prostranství je z architektonického hlediska dále rozděleno mimoúrovňovým křížením ulice Táborské s ulicí 5. května. Náměstím prochází tramvajová trať od historické Nuselské radnice, z centra Nuslí Táborskou ulicí do ulice Na Pankráci a do stanice Kotorská. Odtud pak linka 18 jede dalším podjezdem pod ulicí 5. května (ulicí Na Veselí a Nad Nuslemi) směrem k Pankrácké vozovně a linka 19 pokračuje v přímém směru ke stanici metra Pankrác (ta je však uzavřena do konce roku 2025, kvůli výstavbě trasy D). Do náměstí jsou také  zaústěny ulice U Čtyř Domů, Děkanská Vinice II. a Na Dolinách, resp. Lomnického. V parku na náměstí se nachází pomník s bustou Milady Horákové odhalený v roce 2009, která byla na dvoře nedaleké vazební věznice 27. června 1950 popravena.

## Historie
Dnešní náměstí Hrdinů leží na místě historické silnice směřující z jihu (od Tábora a Českých Budějovic) do Prahy. Ještě na mapách z 20. let 20. století je toto místo zobrazeno jako rozdvojení tehdejší Benešovy třídy a Palackého ulice (nyní ulice 5. května a Táborská). Tehdy existující domy ještě náměstí nevytvářely. Na mapě z roku 1938 je již náměstí uvedeno pod názvem Soudní náměstí; dominovala mu na severovýchodní straně novostavba Krajského trestního soudu, na jihovýchodní straně již stála tramvajová vozovna.
Během květnového povstání bránily příchodu německých vojsk na Pankráci barikády. Dvě, které stály před vstupem na Soudní náměstí, byly dobyty 7. května ráno. Události připomíná pamětní deska na budově Vrchního soudu.
Dne 6. září 1945 se zde konala poslední veřejná poprava v Praze, kdy zde byl popraven bývalý náměstek pražského primátora Josef Pfitzner.
V roce 1947 bylo do té doby Soudní náměstí přejmenováno na náměstí Hrdinů na počest obětí nacistické perzekuce, která probíhala během druhé světové války v Pankrácké věznici a Pankrácké sekyrárně, dále také na počest statečných bojovníků, kteří zde v době Pražského povstání v květnu 1945 sváděli velmi urputné boje. 
Dne 8. září 1948 se na náměstí konalo poslední rozloučení v rámci státního pohřbu prezidenta Edvarda Beneše. Byl zakončen smuteční průvod Prahou s ostatky prezidenta Beneše na lafetě děla, před jejich převozem do Sezimova Ústí.
Ve středu 21. srpna 1968 bylo náměstí obsazeno sovětskými tanky T 54, které svými hlavněmi mířily na budovu Nejvyššího soudu. Trolejbusová, autobusová i tramvajová doprava do Nuselského údolí i k Nuselským schodům byla na celý týden přerušena.

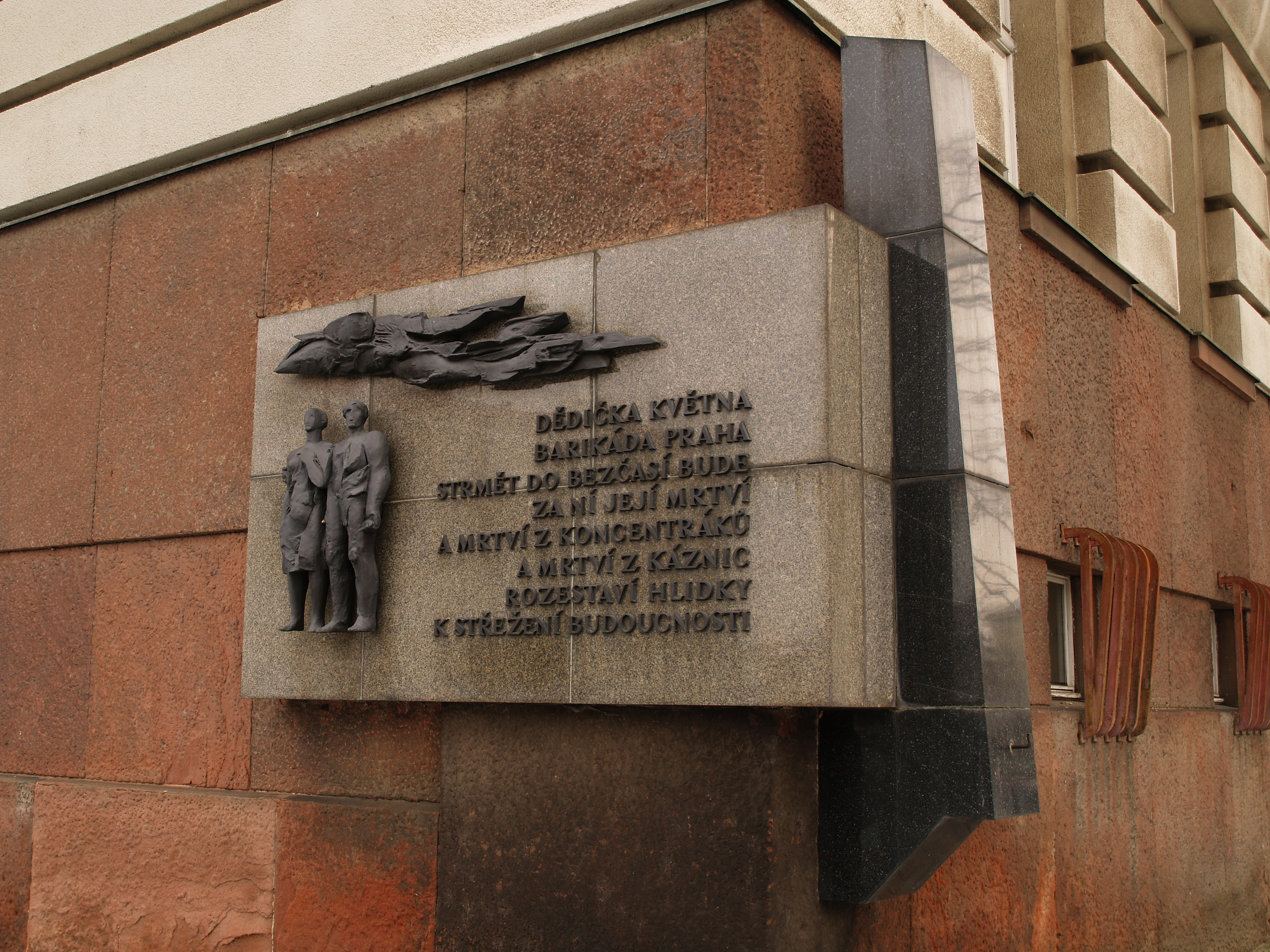
Pamětní deska pražského povstání na náměstí Hrdinů
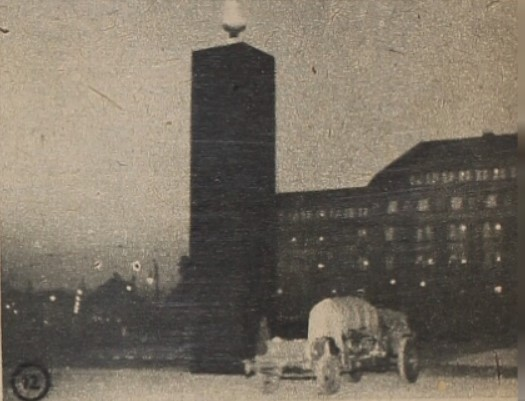
Náměstí hrdinů 8. září 1948, rozloučení s Edvardem Benešem
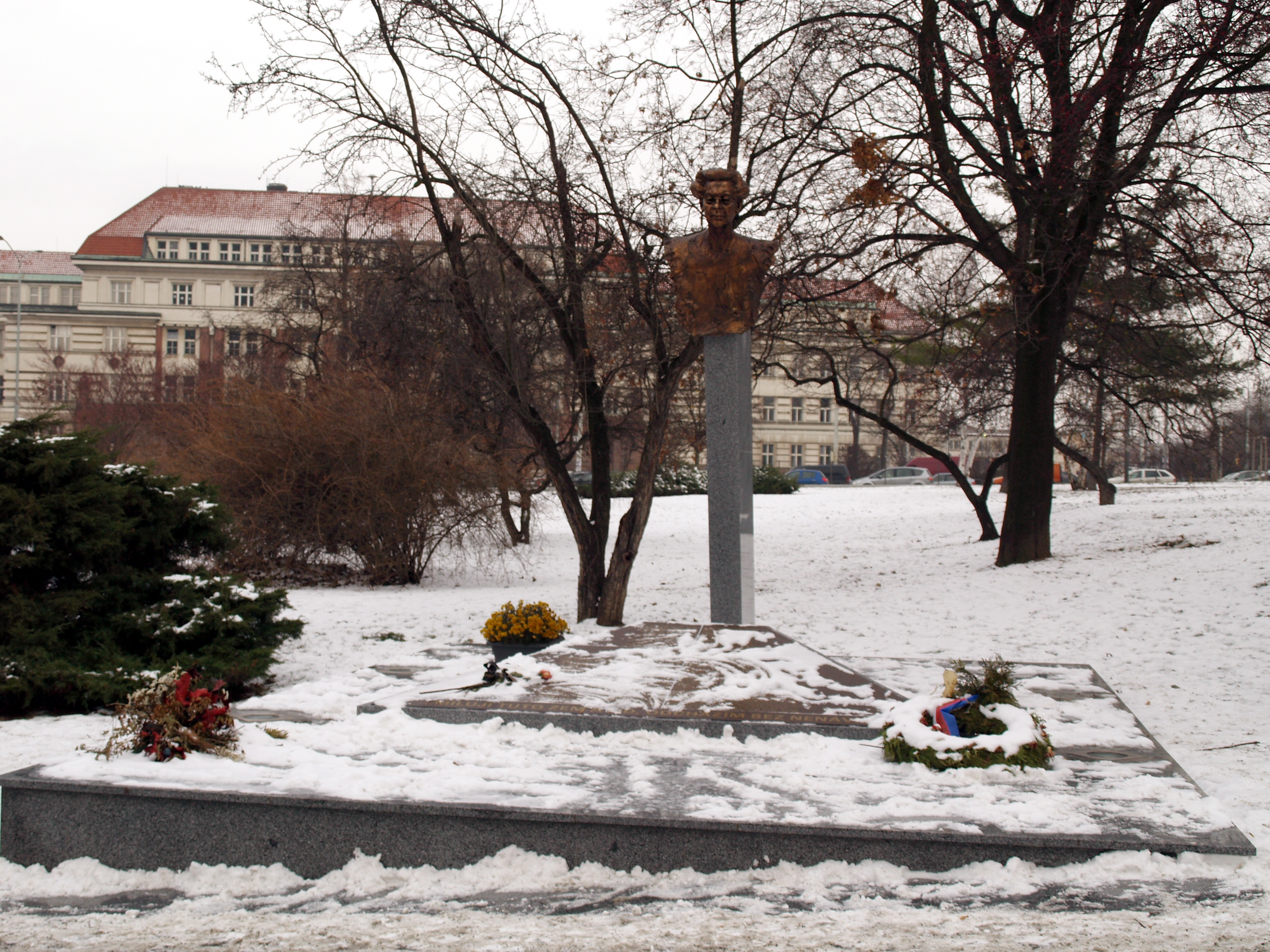
Památník Milady Horákové před budovou Vrchního soudu v parku na náměstí Hrdinů

## Doprava
V době, kdy zde neexistovala Severojižní magistrála, ani pražské metro, procházela zdejší tramvajová trať od Kačerova, Ryšánky a Zelené lišky ulicí 5. května směrem do Nuslí; uprostřed náměstí se nacházela tramvajová zastávka a odbočka do vozovny. 
Ulicí Na Pankráci vedla trolejbusová trať směrem od Autobusového nádraží Pankrác přes Děkanku k Vltavě do Podolí, dále pak podél řeky Vyšehradský tunel až na Václavské náměstí. Trolejbusová trať byla nahrazena autobusy na počátku roku 1967.